# Archives départementales de l'Hérault
Les archives départementales de l'Hérault sont un service du conseil départemental de l'Hérault, chargé de collecter les archives, de les classer, les conserver et les mettre à la disposition du public.

## Histoire
Les Archives départementales de l'Hérault sont fondées en 1796 à la suite de la loi du 5 brumaire an V et sont depuis leur création installées sur la commune de Montpellier. D'abord conservées dans les locaux de la préfecture, elles migrent en 1910 dans l'ancien couvent des Récollets, situé dans le quartier des Beaux-Arts. 
Entre 1976 et 1979, les bâtiments vieillissants du couvent sont démolis dans le but de construire de nouveaux locaux plus grands afin d'accueillir les archives. Le nouveau bâtiment est inauguré en 1980. 

## Pierresvives
En 2012, les archives départementales s'installent à Pierresvives, un bâtiment signé par l'architecte Zaha Hadid. Le bâtiment est établi sur une longueur de 195 mètres, pour une largeur de 46 mètres avec une hauteur de 24 mètres. Il présente des lignes ondulées, donnant une impression de mouvement. À l'intérieur, les murs sont inclinés et les volumes sont doux. Zaha Hadid a conçu le complexe Pierres Vives comme un arbre tombé de 195 mètres de long, l’arbre de la connaissance, dont les branches forment les entrées principales du bâtiment et sont les différents domaines de connaissance.
Ce bâtiment regroupe les archives départementales de l'Hérault, la médiathèque départementale, les services culturels du département et le service programmation de Pierresvives. Les archives départementales occupent 9 500 m2. 700 m linéaires d'archives viennent s'ajouter chaque année aux 60 km de rayonnages existants[réf. nécessaire].
Le bâtiment s'inscrit dans une zone en périphérie de la ville de Montpellier entre trois quartiers : Celleneuve, La Paillade et Alco (Canton de Montpellier-1).
Le nom du bâtiment, Pierresvives, est une référence à la citation de François Rabelais dans le Tiers livre « Je ne bâtis que pierres vives, ce sont hommes. »

## Directeurs
- XIXe siècle : Eugène Thomas
- 1872-1891 : Louis Lacour ;
- 1892-1924 : Joseph Berthelé ;
- 1925-1951 : Maurice Oudot de Dainville ;
- 1951-1970 : Marcel Gouron ;
- 1970-1976 : Jean-Gabriel Gigot ;
- 1976-? : Jean Sablou ;
- 1983-1993 : Agnès Parmentier ;
- 1993-1998 : Jean Le Pottier ;
- 2003-2014 : Vivienne Miguet ;
- Depuis 2014 : Sylvie Desachy

## Pour approfondir